# 杨洲乡
杨洲乡，是中华人民共和国江西省九江市武宁县下辖的一个乡镇级行政单位。

## 行政区划
杨洲乡下辖以下地区：
森峰村、界牌村、杨洲村、南屏村、霞庄村和江桥村。